# هنري رابود

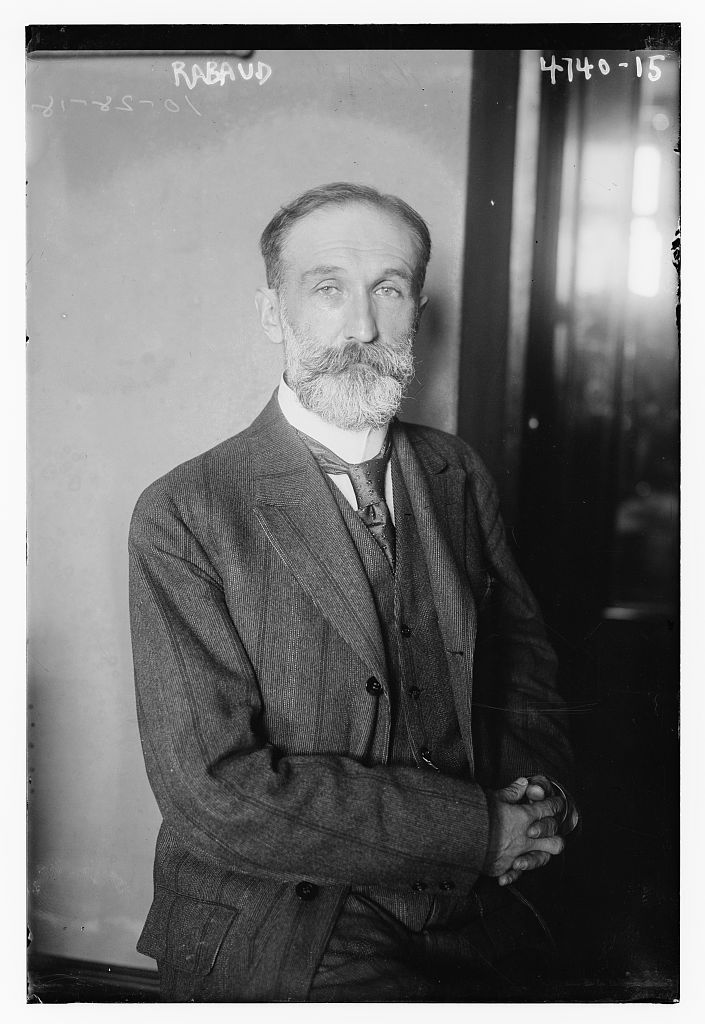
هنري رابو في عام 1918

هنري بنيامين رابود ولدفي10 نوفمبر 1873وتوفي في11 سبتمبر 1949  كان قائد فرقة موسيقية وملحنًا ومعلمًا فرنسيًا،شغل مناصب مهمة في المؤسسة الموسيقية الفرنسية وأيد الإتجاهات المحافظة بشكل أساسي في الموسيقى الفرنسية في النصف الأول من القرن العشرين.  

## الحياة و الوظيفة
جاء رابود من خلفية موسيقية. كان إبن عازف التشيلو هيبوليت رابو (1839–1900) أستاذ التشيلو فيكونسرفتوار باريسبينما كانت والدته مغنيةكادت أن تخلق دور مارغريت بناءً على طلب شارل جونو .  كان جده لأمه عازف فلوت معروفًا  بينما كانت عمته جولي دوروس غرا 

## روابط خارجية
- Solo de Concours for clarinet & piano – Duo “Istria” على يوتيوب
- Free scores by Henri Rabaud at the International Music Score Library Project (IMSLP)
- هنري رابود في قاعدة بيانات الأفلام على الإنترنت